# Stjepan Ljubić
Stjepan Ljubić (11 de agosto de 1906 — 14 de agosto de 1986) foi um ciclista iugoslavo.
Representando a Iugoslávia, Ljubić competiu na prova individual e por equipes do ciclismo de estrada nos Jogos Olímpicos de Verão de 1928, disputadas na cidade de Amsterdã, Países Baixos. Também competiu no Tour de France 1936, embora ele não terminou.